# Hans Wittig-Friesen
Hans Wittig-Friesen (* 16. Juli 1896 in Annaberg; † 10. Dezember 1975 in Frankfurt am Main) war ein deutscher Grafiker und Verleger.

## Leben
Nach dem Studium in Dresden und Leipzig trat er in Annaberg nach dem Ersten Weltkrieg in die väterliche  Siebdruckerei ein, die später um einen Verlag ergänzt wurde. 
1926 gab er mit Karl Haase die beiden illustrierten Bände ABC-Schützen und Hans im Glück heraus.
Gemeinsam mit Max Günther verfasste er das Buch der Treue, das 1934 von Werner Vogelsang Adolf Hitler persönlich überreicht wurde und auf 78 Pergamentblättern die Geschichte der Verbreitung des Nationalsozialismus im Obererzgebirge beinhaltete.
In der Zeit des Nationalsozialismus illustrierte er zahlreiche Propaganda- und Werbeschriften sowie auch Mundartliteratur im Raum Annaberg, die meist in seinem Verlag Wittig und Sohn, Annaberg/Erzgebirge gedruckt und verlegt wurden. Auch das Plakat Deutsche Kulturtage in Warschau im Dienste unserer Soldaten und Verwundeten vom 27.9.–3.10.1942 wurde von ihm gestaltet. Daneben gab er u. a. auch Künstler-Ansichtskarten heraus.
Wittig-Friesen war Mitglied der SA und beteiligte sich 1942 an der „Kunstausstellung der SA“ in Dresden mit zwei nordischen Bildern und einer Ansicht von Warschau, die er 1939 im Jahr des Beginns des Zweiten Weltkrieges angefertigt hatte. 1944 war er mit einem Ölgemälde der Burg Karlstein auf der Großen Deutschen Kunstausstellung in München vertreten.
Durch Volksentscheid wurde 1945 die Druckerei Wittig und Sohn, Annaberg entschädigungslos enteignet und ging in das Eigentum des Rat des Kreises Annaberg über. Er musste sich außerdem der Kommission zur Durchführung des Befehls 97 über die Enteignung von Nazis und Kriegsverbrechern stellen und wurde im sowjetischen Speziallager Jamlitz inhaftiert.